# Yavarí (canonnière)
Yavarí est un navire commandé (avec son navire jumeauYapura) par le gouvernement péruvien en 1861 pour être utilisé comme canonnière sur le lac Titicaca. Le navire porte le nom du rio Javari dans la région de Loreto au Pérou, en bordure de l'État d'Amazonas (Brésil).

## Historique
En 1862, Thames Ironworks à West Ham a construit les Yavari et Yapura à coque de fer sous contrat avec la fonderie James Watt de Birmingham. Les navires ont été conçus comme des cargos mixtes à passagers et canonnières pour la marine péruvienne.
Les navires ont été construits sous la forme de knock down, c'est-à-dire qu'ils ont été assemblés avec des boulons et des écrous au chantier naval, démontés en milliers de pièces suffisamment petites pour être transportées, et expédiés à leur destination finale pour être assemblés avec des rivets et lancés sur le lac. Les assemblages pour les deux navires comprenaient un total de 2 766 pièces entre eux. Chaque pièce ne dépassait pas 3,5 hundredweight (en) (ce qu'un mulet pouvait transporter) parce que le chemin de fer du port de l'océan Pacifique d'Arica ne parcourait que 64 km jusqu'à Tacna. De là, les colonnes de mulets devaient les transporter sur les 350 km restants jusqu'à Puno sur le lac.
L'entrepreneur britannique d'origine a reçu les pièces à Tacna mais n'a pas réussi à terminer la section du voyage avec les mules. Cela ne fut repris qu'en 1868 et les premières plaques de la coque de Yavari furent posées à Puno en 1869. Yavari a été lancé en 1870 et Yapura en 1873.
À l'origine Yavari mesurait 30,5 m de long et possédait une machine à vapeur à deux cylindres de 60 chevaux, alimentée en bouse de lama séchée. En 1914, la coque de Yavari a été étendue pour augmenter sa capacité de chargement. En même temps, il a été remotorisé en bateau à moteur avec un moteur à boule chaude Bolinder-Munktell à quatre cylindres de 320 chevaux.
La Guerre du Pacifique (1879-1884) a appauvri le gouvernement péruvien, de sorte qu'en 1890, les investisseurs britanniques ont créé la société péruvienne qui a repris l'exploitation des chemins de fer et des navires lacustres du Pérou. En 1975, le Pérou a nationalisé la société et Yavari et Yapura sont passés à la compagnie ferroviaire publique ENAFER.
En 1976, les navires ont été transférés à la marine péruvienne, qui a converti Yapura en navire-hôpital et a renommé BAP Puno. Yavari est devenu un navire musée exposé à Puno.

### Préservation

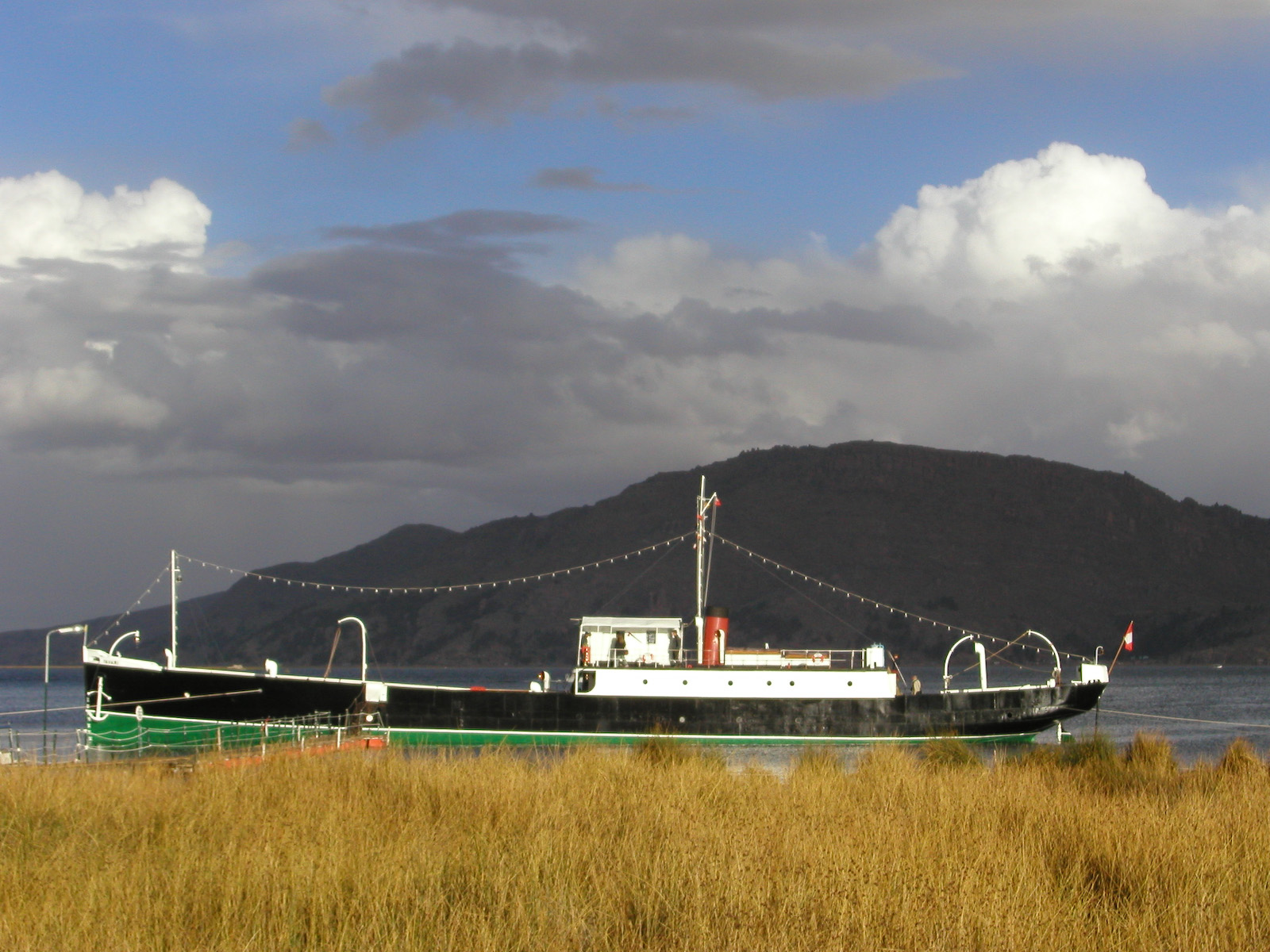
Yavari en 2003

C'est en 1982 que Meriel Larken, une Anglaise amoureuse du Pérou, a découvert ce vieux bateau en fer abandonné dans un coin du quai de Puno. Elle pensait qu'il avait été construit par le Yarrow Shipbuilders, fondé par son arrière-grand-père Sir Alfred Yarrow. Sa valeur historique et sa capacité à attirer l'attention sur l'une des zones les plus défavorisées du Pérou l'ont amenée à mandater Lloyds Condition Survey pour évaluer l'état de conservation de ce joyau de l'ingénierie navale. L'entreprise a constaté qu'en raison de la qualité de l'eau du lac et de la hauteur au-dessus du niveau de la mer où il se trouve, la coque en fer était en excellent état et la restauration était possible.
En 1987 Le Yavari Project est créé en Angleterre et l'Association Yavarí au Pérou et, afin de raviver cette merveille, il est acheté à la marine péruvienne. En raison de l'instabilité et de la situation que traversait le pays à cette époque, il était difficile de démarrer les travaux de restauration, mais à partir de 1990, la situation était en train de changer. Depuis, les travaux ont commencé et de grands progrès ont été réalisés grâce au soutien de nombreux sponsors et bénévoles. Actuellement, le Yavarí est ouvert au public en tant que premier navire musée du Pérou, par résolution de la direction de l'Institut national de la culture. L'entrée est gratuite, mais les dons volontaires sont les bienvenus. Les visites sont guidées en espagnol et en anglais.

## Galerie

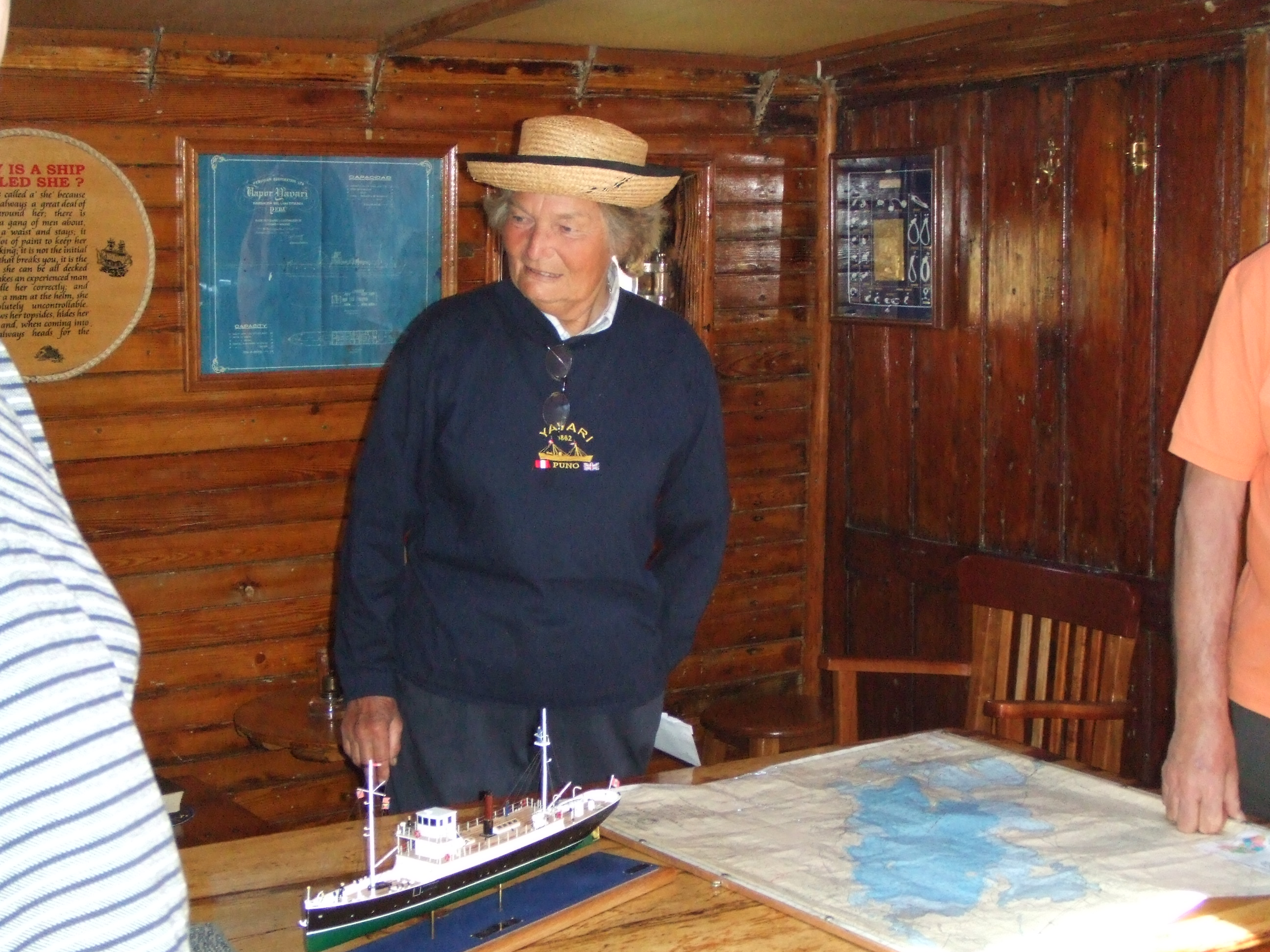
Meriel Larken
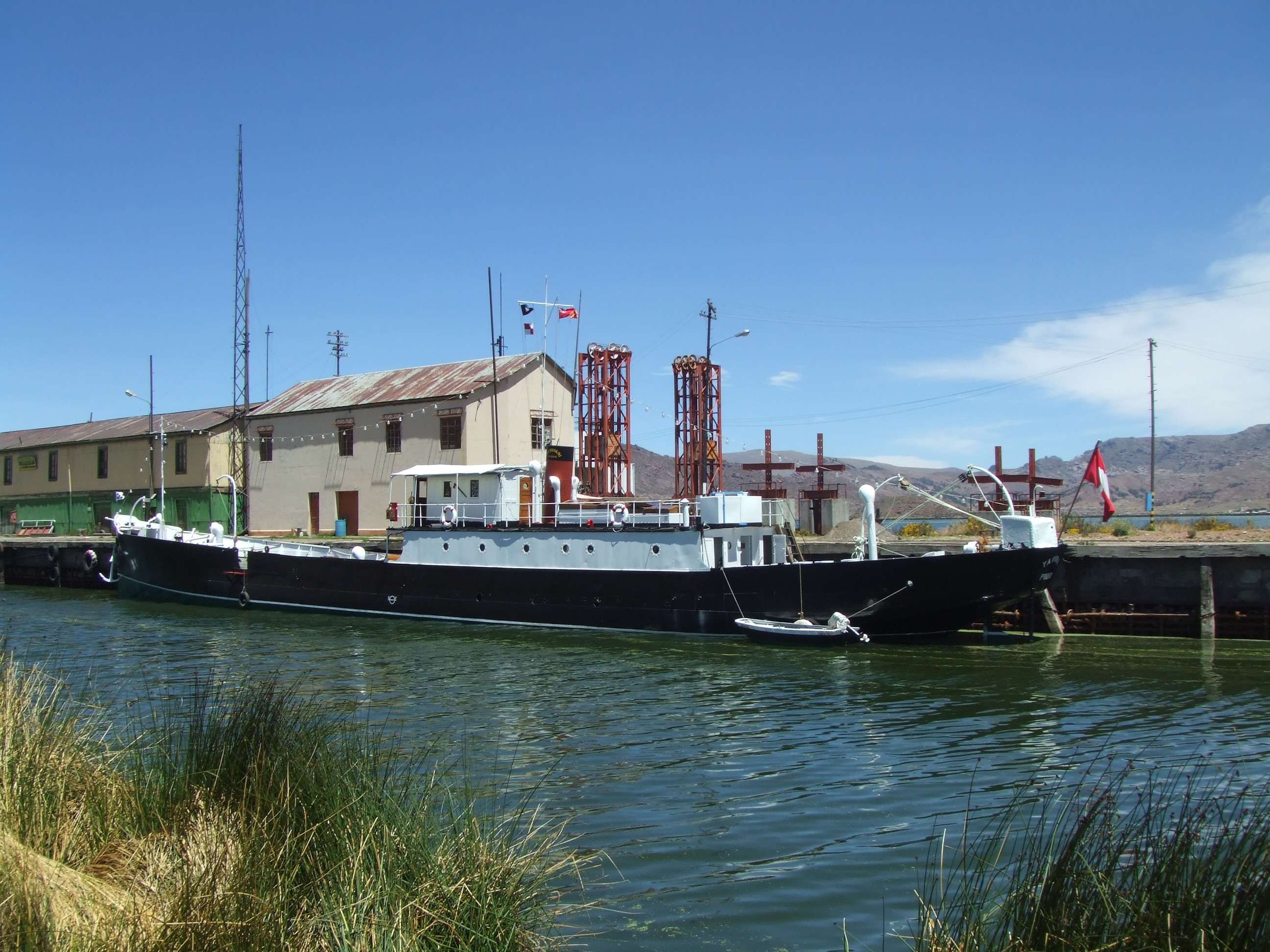
Yavari à Puno (2007)
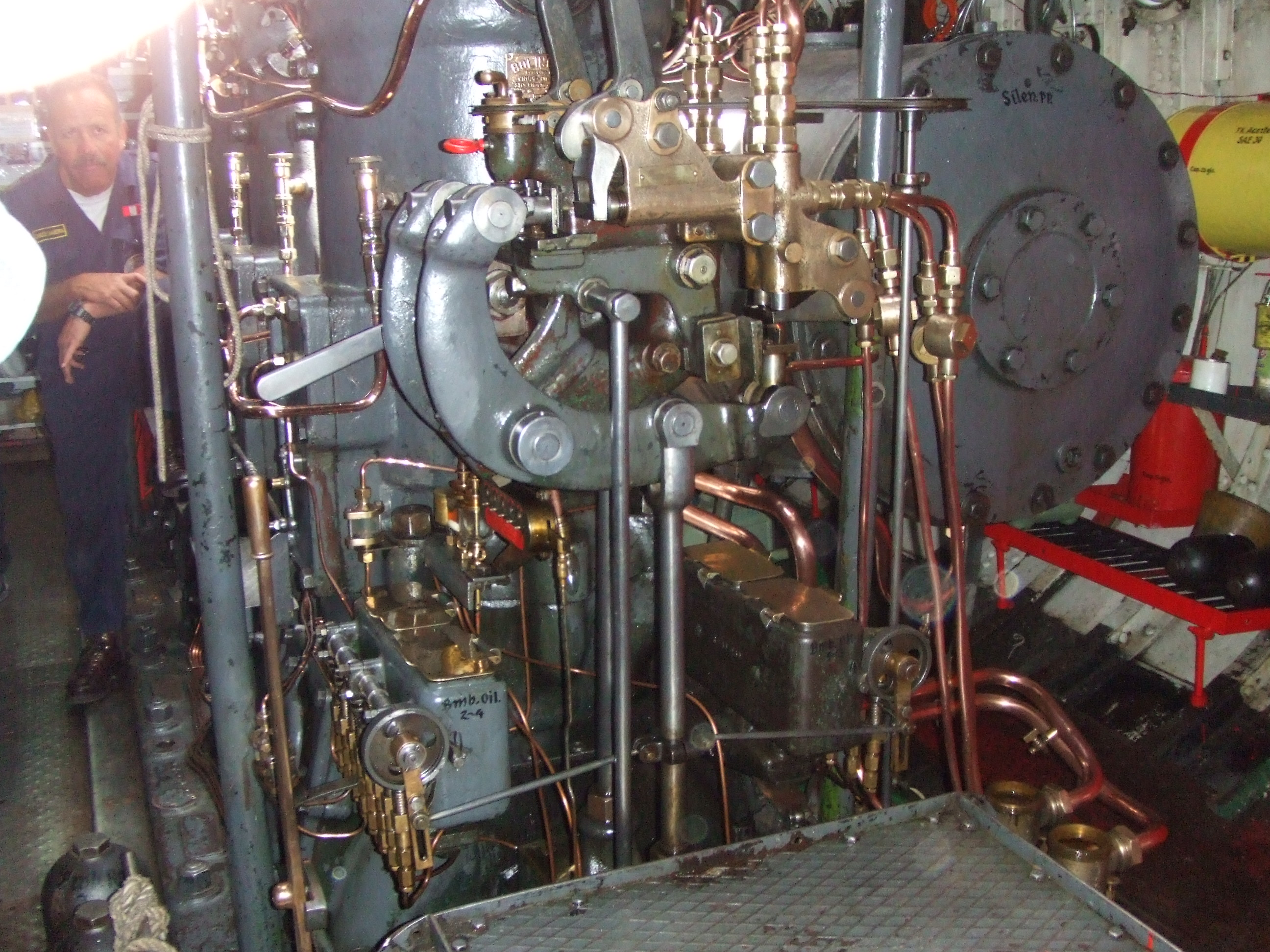
Le moteur Bollinder